# 伊鲁埃尔
伊鲁埃尔（法語：Yrouerre，法語發音：[iʁwɛʁ]）是法国勃艮第-弗朗什-孔泰大区约讷省的一个市镇，位于该省中东部，属于阿瓦隆区。

## 地理
伊鲁埃尔（47°47'38"N, 3°56'53"E）面积14.28 平方千米，位于法国勃艮第-弗朗什-孔泰大區约讷省，该省份为法国中北部内陆省份，西接卢瓦雷省，西北接塞纳-马恩省，南至涅夫勒省，东临科多尔省，东北与奥布省接壤。
与伊鲁埃尔接壤的市镇（或旧市镇、城区）包括：托内尔、瑟兰河畔阿奈、弗雷讷、莫莱、瑟兰河畔普瓦伊、圣韦尔蒂、桑堡、维维耶。

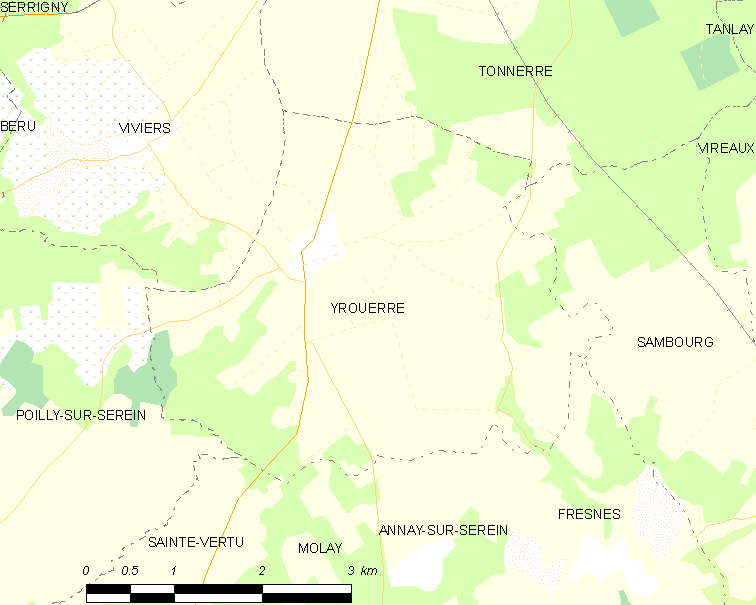
伊鲁埃尔的OSM定位图

伊鲁埃尔的时区为UTC+01:00、UTC+02:00（夏令时）。

## 行政
伊鲁埃尔的邮政编码为89700，INSEE市镇编码为89486。

## 政治
伊鲁埃尔所属的省级选区为托内鲁瓦县。

## 人口

1962-2008年间伊鲁埃尔人口变化图示

伊鲁埃尔于2022年1月1日时的人口数量为147人。